# Tahitština
Tahitština (tahitsky Reo Tahiti, Reo Mā'ohi v ostatních místních jazycích) je austronéský jazyk, kterým se mluví na Společenských ostrovech (součást Francouzské Polynésie).
Před příchodem misionářů neexistovala tahitština v psané formě, dnes se píše latinkou.

## Výslovnost
Výslovnost tahitštiny:
- A se čte jako české A nebo Á
- E se čte jako české E nebo É
- F se vyslovuje jako české F, ale po O a U se vyslovuje IPA: /ɸ/
- H se vyslovuje jako české H, ale po i a před O a U
- I se vyslovuje jako české I, Í nebo AJ
- U se vyslovuje jako české U nebo Ú
- ’ označuje ráz

## Příklady

### Číslovky
| Tahitsky   | Česky |
| hōꞌē       | jeden |
| piti       | dva   |
| toru       | tři   |
| maha       | čtyři |
| pae        | pět   |
| ōno        | šest  |
| hitu       | sedm  |
| vaꞌu       | osm   |
| iva        | devět |
| hōꞌēꞌahuru | deset |

## Příklady tahitštiny
| Tahitsky                 | Česky                |
| ------------------------ | -------------------- |
| 'Ia ora na               | Ahoj, Dobrý den      |
| Haere mai, maeva, mānava | Vítejte              |
| pārahi, nana             | Sbohem               |
| 'Ē                       | Ano                  |
| 'Aita                    | Ne                   |
| māuruuru roa             | Děkuji mnohokrát     |
| māuruuru                 | Děkuji               |
| E aha te huru?           | Jak se máš?          |
| Maita'i, māuruuru        | Děkuji, mám se dobře |
| maita'i                  | Výborně              |
| maita'i roa              | Velmi dobře          |
| tāne                     | Muž                  |
| vahine                   | Žena                 |
| fenua                    | Země                 |
| ra'i                     | Nebe                 |
| vai                      | Voda                 |
| auahi                    | Oheň                 |
| 'amu                     | Jíst                 |
| inu                      | Pít                  |
| pō                       | Noc                  |
| mahana                   | Den, Slunce          |
| moana                    | Moře, Oceán          |

## Vzorový text
Otčenáš (modlitba Páně):
E to matou Metua i te ao ro,
Ia raa to oe i’oa.
Ia tae to oe ra hau.
Ia haapaohia to oe
hinaaro i te fenua nei,
Mai teu te ao atoa na.
Ho mai i te maa e au ia
matou i teie nei mahana.
E faaore mai i ta matou hara,
Mai ia matou atoa e faaore
i tei hara ia matou nei.
E eiaha e faarue ia matou ia
roohia-noa-hia e te ati, e faaora
râ ia matou i te ino. Amene.

### Všeobecná deklarace lidských práv
| tahitsky | E fanauhia te tā'āto'ara'a o te ta'atātupu ma te ti'amā e te ti'amanara'a 'aifaito. Ua 'ī te mana'o pa'ari e i te manava e ma te 'a'au taea'e 'oia ta ratou ha'a i rotopū ia ratou iho, e ti'a ai. |
| česky    | Všichni lidé se rodí svobodní a sobě rovní co do důstojnosti a práv. Jsou nadáni rozumem a svědomím a mají spolu jednat v duchu bratrství.                                                         |